# Alexandre Lioubimov (journaliste)
Pour les articles homonymes, voir Lioubimov.
Alexandre Mikhaïlovitch Lioubimov (russe : Алекса́ндр Миха́йлович Люби́мов), né le 23 juin 1962 à Londres, est un journaliste russe. Il est le fils de Mikhaïl Lioubimov, ancien espion et chef des sections du KGB au Royaume-Uni et au Danemark pendant la guerre froide.

## Biographie
En 1984, Alexandre Lioubimov est diplômé de la Faculté des relations économiques internationales du MGIMO. De 1985 à 1987, il travaille à la télévision et à la radio d'État du département des pays scandinaves.
En 1987, il est passé à la télévision - en tant que correspondant, puis l'animateur du programme Vzgliad (ru) aux côtés de Vladislav Listiev, Oleg Vakoulovski et Dmitri Zakharov.